# Sylvie Prenveille
Sylvie Prenveille (née le 2 septembre 1958 à Paris) est une athlète française, spécialiste du saut en hauteur.

## Biographie
Elle remporte quatre titres de championne de France du saut en hauteur, un en plein air en 1980 et trois en salle de 1977 à 1979.
Elle a égalé en 1976 le record de France junior avec un saut de 1,80 m.
Ses records personnels sont de 1,85 m en plein air (1984), et 1,90 m en salle (1983).

### Palmarès
- Championnats de France d'athlétisme :
  - vainqueur du saut en hauteur en 1980
- Championnats de France d'athlétisme en salle :
  - vainqueur du saut en hauteur en 1977, 1978 et 1979

### Records
| Épreuve         | Épreuve   | Performance | Lieu | Date |
| --------------- | --------- | ----------- | ---- | ---- |
| Saut en hauteur | Plein air | 1,85 m      |      | 1984 |
| Saut en hauteur | Salle     | 1,90 m      |      | 1983 |